# Шумерский календарь

Шумерский календарь

Шумерский календарь — календарь шумеров.
Шумерские календари были лунно-солнечными. Они состояли из двух полугодий — Энтен (холодное и влажное время года) и Эмеш (сухое и жаркое время года) и 12 месяцев. В шумерское время сезоны не были выделены. Для уравнивания лунного и солнечного циклов каждые несколько лет после одного из полугодий вставлялся тринадцатый месяц, бывший либо VI—II, либо XII—II. Год начинался весной, после первого новолуния, последовавшего за разливом рек. Весна отмечалась двумя событиями — жатвой ячменя и так называемым «половодьем карпов».
Известны календари из шумерских городов Ниппур, Ур, Лагаш, Умма, Урук (частично), Адаб. Сведения о них дошли из хозяйственных и административных документов, относящихся к третьему тысячелетию до нашей эры. Здесь упоминаются названия месяцев, дни месяцев и списки жертвоприношений к различным праздникам. Иногда встречаются названия ритуалов.
Единственный календарь, месяцы и обряды которого отражены в комментариях, происходит из города Ниппура. Первое упоминание этого календаря восходит к эпохе уммийского правителя Лугальзаггеси (конец XXIV века). Однако все комментарии датируются либо средневавилонским (XVI—XI века), либо новоассирийским (VIII—VII века) временем. Ниппурский календарь состоял из следующих месяцев:
1. Бараг-заг-гар-ра («престол святилища»).
2. Гуд-си-са («направление волов (на плужную вспашку)»).
3. Сиг-у-шуб-ба-гар («помещение кирпича в кирпичную форму»).
4. Шу-нумун-а («месяц сева»).
5. Изи-изи-гар-ра («месяц зажигания огней»).
6. Кин-Инанна («месяц обряда богини Инанны»).
7. Дуль-Куг («месяц Священного Холма»).
8. Апин-ду-а («месяц отпускания плуга (с пашни)»).
9. Ган-ган-эд («месяц выхода Убийцы (= Нергала)»).
10. Аб-ба-эд («месяц выхода отцов» (либо «месяц выхода моря»)).
11. Зиз-а (второе чтение — удра) («месяц двухзернянки или полбы» (второе чтение — месяц темноты)).
12. Ше-гур-куд («месяц жатвы»).

Ниппурский календарь первоначально употреблялся только на территории Ниппура. Однако с начала второго тысячелетия до нашей эры он стал общегосударственным календарём Древней Южной Месопотамии и использовался на территории городов Исин и Ларса. В эпоху Хаммурапи Вавилония пользовалась собственным календарём. С начала Касситского периода ниппурские месяцы употреблялись наряду с месяцами стандартного вавилонского календаря, а их названия (по первому знаку) идеографически заменяли полное слоговое написание вавилонских месяцев.
«Сутки» (ūmu) и «день» (urru) различали. День начинался после захода солнца. Сутки разделяли на 12 частей (bēru — «двойной час»). В 1-й (warḥu), 7-й (sebūtu), полнолуние 15-й (šapattum) дни месяца совершали жертвоприношения богам. Месяц был разделён пополам, первую половину (1—15 дни) называли, собственно, šapattum (или šapattu maḥritu), вторую — šapattu arkitu («следующая половина»). Год начинался около осеннего равноденствия. Год разделяли пополам.